# Perjești, Alba
Perjești este un sat în comuna Bistra din județul Alba, Transilvania, România.